# Szczerbaki (obwód nowosybirski)
Szczerbaki (ros. Щербаки) – wieś (sieło) w Rosji, w obwodzie nowosybirskim, w rejonie ust-tarckim. W 2010 liczyła 631 mieszkańców.